# Meridiano 105 este
El meridiano 105 este de Greenwich es una línea de longitud que se extiende desde el Polo Norte atravesando el Océano Ártico, Asia, el Océano Índico, el Océano Antártico y la Antártida hasta el Polo Sur.
El meridiano 105 este forma un gran círculo con el meridiano 75 oeste.

## De Polo a Polo
Comenzando en el Polo Norte y dirigiéndose hacia el Polo Sur, este meridiano atraviesa:
| Coordenadas                       | País, territorio o mar     | Notas |
| --------------------------------- | -------------------------- | --- |
| 90°0′N 105°0′E / 90.000, 105.000  | Océano Ártico              | Mar de Láptev |
| 80°4′N 105°0′E / 80.067, 105.000  | Mar de Láptev              | |
| 78°50′N 105°0′E / 78.833, 105.000 | Rusia                      | Krai de Krasnoyarsk — Isla Bolchevique, Tierra del Norte |
| 78°21′N 105°0′E / 78.350, 105.000 | Mar de Láptev              | |
| 77°35′N 105°0′E / 77.583, 105.000 | Rusia                      | Krai de Krasnoyarsk Óblast de Irkutsk — desde 61°25′N 105°0′E / 61.417, 105.000 Krai de Krasnoyarsk — desde 61°14′N 105°0′E / 61.233, 105.000 Óblast de Irkutsk — desde 61°11′N 105°0′E / 61.183, 105.000 Krai de Krasnoyarsk — desde 60°11′N 105°0′E / 60.183, 105.000 Óblast de Irkutsk — desde 59°46′N 105°0′E / 59.767, 105.000 Krai de Krasnoyarsk — desde 59°28′N 105°0′E / 59.467, 105.000 Óblast de Irkutsk — desde 58°59′N 105°0′E / 58.983, 105.000 República de Buriatia — desde 51°42′N 105°0′E / 51.700, 105.000 (la frontera esta en el Lago Baikal) |
| 50°24′N 105°0′E / 50.400, 105.000 | Mongolia                   | |
| 41°36′N 105°0′E / 41.600, 105.000 | China                      | Mongolia Interior Ningxia – desde 37°32′N 105°0′E / 37.533, 105.000 Gansu – desde 37°2′N 105°0′E / 37.033, 105.000 Sichuan – desde 32°37′N 105°0′E / 32.617, 105.000 Yunnan – desde 28°1′N 105°0′E / 28.017, 105.000 Guizhou – desde 27°22′N 105°0′E / 27.367, 105.000 Guangxi – desde 24°47′N 105°0′E / 24.783, 105.000 Yunnan – desde 24°26′N 105°0′E / 24.433, 105.000 |
| 23°13′N 105°0′E / 23.217, 105.000 | Vietnam                    | |
| 18°45′N 105°0′E / 18.750, 105.000 | Laos                       | |
| 16°16′N 105°0′E / 16.267, 105.000 | Tailandia                  | |
| 14°18′N 105°0′E / 14.300, 105.000 | Camboya                    | |
| 10°40′N 105°0′E / 10.667, 105.000 | Vietnam                    | |
| 8°35′N 105°0′E / 8.583, 105.000   | Mar de la China Meridional | Pasando al este de la Isla Lingga, Indonesia (en 0°18′S 105°0′E / -0.300, 105.000) Pasando al oeste de la Isla de Bangka, Indonesia (en 2°1′S 105°6′E / -2.017, 105.100) |
| 2°21′S 105°0′E / -2.350, 105.000  | Indonesia                  | Isla de Sumatra |
| 5°43′S 105°0′E / -5.717, 105.000  | Océano Índico              | Pasando al oeste de la isla de Panaitan, Indonesia (en 6°36′S 105°6′E / -6.600, 105.100) Pasando al oeste de la isla de Java, Indonesia (en 6°45′S 105°12′E / -6.750, 105.200) |
| 60°0′S 105°0′E / -60.000, 105.000 | Océano Antártico           | |
| 66°4′S 105°0′E / -66.067, 105.000 | Antártida                  | Territorio Antártico Australiano, reclamado por Australia |